# Dick Van Dyke
Dick Van Dyke, właśc. Richard Wayne Van Dyke (ur. 13 grudnia 1925 w West Plains) – amerykański aktor. Laureat nagrody Tony Award (1961), czterech nagród Emmy (1964, 1965, 1966, 1977), Grammy (1965), People’s Choice Award (1977), Saturn (2000) i Gildii Aktorów Ekranowych za całokształt twórczości (2012).
25 lutego 1993 otrzymał własną gwiazdę w Alei Gwiazd w Los Angeles znajdującą się przy 7021 Hollywood Boulevard.

## Życiorys
Urodził się w West Plains w Missouri jako syn Hazel Victorii (z domu McCord; 1896–1992), stenografki, i Lorena Wayne’a „Cookie” Van Dyke’a (1898–1976), sprzedawcy. Jego ojciec był z pochodzenia Holendrem, a matka potomkinią Petera Browne’a – pasażera płynącego z Anglii na statku Mayflower. Jego młodszy brat Jerry McCord Van Dyke (1931–2018) był także aktorem. Dorastał w Danville w Illinois.
Van Dyke opuścił szkołę średnią w 1944, w swoim ostatnim roku nauki, zamierzając dołączyć do United States Army Air Forces na szkolenie pilotów podczas II wojny światowej. Kilkakrotnie odmówiono mu zaciągnięcia się z powodu niedowagi, ale ostatecznie został przyjęty do służby jako spiker radiowy, po czym przeniósł się do służb specjalnych i zebrał żołnierzy w kontynentalnych Stanach Zjednoczonych. Dyplom ukończenia szkoły średniej otrzymał w 2004 w wieku 78.
W 1947 został radiowym DJ w Danville. W 1947 Van Dyke został przekonany przez mima Phila Ericksona do stworzenia z nim duetu komediowego o nazwie „Eric and Van – the Merry Mutes”, który występował w klubie nocnym na Zachodnim Wybrzeżu. Na początku lat 50. przenieśli się Atlanty w stanie Georgia i zagrali lokalny program telewizyjny z oryginalnymi skeczami i muzyką o nazwie „The Merry Mutes”.
W listopadzie 1959 Van Dyke zadebiutował na Broadwayu w Girls Against the Boys. Następnie od 14 kwietnia 1960 do 7 października 1961 grał główną rolę Alberta Petersona w musicalu Bye Bye Birdie, za którą w 1961 otrzymał Tony Award. W 1964 zdobył nagrodę Grammy wraz z Julie Andrews za ścieżkę dźwiękową do Mary Poppins w kategorii najlepszy album – muzyka dla dzieci. W 1980 wystąpił w tytułowej roli Harolda Hilla w The Music Man. Powszechną sławę zyskał jako Robert Simpson „Rob” Petrie w sitcomie CBS The Dick Van Dyke Show (1961–1966), za który w latach 1964–1966 odebrał trzy nagrody Emmy.

## Życie prywatne
12 lutego 1948 poślubił Margorie Willett, koleżankę z liceum. Mieli czworo dzieci: dwóch synów – Barry’ego Wayne’a (ur. 31 lipca 1951) i Christiana oraz dwie córki – Carrie-Beth i Stacy. 4 maja 1984 rozwiedli się. W latach 1976–2009 był związany z Michelle Triolą, która zmarła na raka płuc. 29 lutego 2012 ożenił się z makijażystką Arlene Silver. Jego wnuk Shane to także aktor.

## Filmografia

### Filmy
- 1964: Pięciu mężów pani Lizy jako Edgar Hopper
- 1964: Mary Poppins jako Bert / Pan Dawes Sr.
- 1968: Nasz cudowny samochodzik jako Caractacus Pott
- 1990: Dick Tracy jako D.A. Fletcher
- 1993: Miasto, o którym zapomniał święty Mikołaj (TV) jako
- 2006: Ciekawski George jako pan Bloomsberry (głos)
- 2006: Noc w muzeum jako Cecil J. Fredricks
- 2014: Noc w muzeum: Tajemnica grobowca jako Cecil J. Fredricks
- 2014: Alexander – okropny, straszny, niezbyt dobry, bardzo zły dzień w roli samego siebie
- 2018: Mary Poppins powraca jako pan Dawes Jr.

### Seriale TV
- 1973: Nowy Scooby Doo w roli samego siebie (głos)
- 1974: Columbo jako Paul Galesko
- 1986: Matlock jako sędzia Carter Addison
- 1987: Autostrada do nieba jako Wally Dunn
- 1987: Airwolf jako Malduke
- 1989: Złotka jako Ken
- 1990: Matlock jako sędzia Carter Addison
- 1991: Gliniarz i prokurator jako dr Mark Sloan
- 1992: Diagnoza morderstwo jako dr Mark Sloan
- 1993: Świat pana trenera jako kuzyn Luthor Van Dam (niewymieniony w czołówce)
- 1993–2001: Diagnoza morderstwo jako dr Mark Sloan
- 1999: Jak pan może, panie doktorze? jako Fred Becker
- 2000: Sabrina, nastoletnia czarownica jako książę
- 2003: Hoży doktorzy jako dr Townshend
- 2014: Klub przyjaciół Myszki Miki jako kapitan Goof-Beard (głos)
- 2015: Pępek świata jako Dutch Spence